# Anh thuộc La Mã
Anh thuộc La Mã (tiếng Latin: Britannia hay, sau đó, Britanniae; tiếng Anh: Roman Britain) là các vùng nhất định trên đảo Anh trong khoảng thời gian vùng này bị đế chế La Mã cai trị.:129–131, từ năm 43 tới 409/410.
Julius Caesar xâm chiếm nước Anh năm 55 và 54 TCN như là một phần của cuộc chiến tranh Gallic. Người Anh đã bị xâm chiếm hay đồng hóa về mặt văn hóa của những bộ lạc Celtic khác trong thời kỳ đồ sắt và đã giúp đỡ các kẻ thù của Caesar. Caesar nhận tiền cống, đưa một vua thân thiện hơn lên ngôi cai trị vùng Trinovantes, và trở về Gaul.

### Thời kỳ đồ sắt
- John Creighton (2000). Coins and power in Late Iron Age Britain. Cambridge University Press. ISBN 978-1-1394-3172-9.
- Barry Cunliffe (2005). Iron Age Communities in Britain (ấn bản thứ 4). London: Routledge.

### Sách chung về Roman Britain
- Joan P Alcock (2011). A Brief History of Roman Britain Conquest and Civilization. London: Constable & Robinson. ISBN 978-1-84529-728-2.
- Guy de la Bédoyère (2006). Roman Britain: a New History. London: Thames and Hudson. ISBN 978-0-5000-5140-5.
- Simon Esmonde-Cleary (1989). The Ending of Roman Britain. London: Batsford. ISBN 978-0-4152-3898-4.
- Sheppard Frere (1987). Britannia. A History of Roman Britain (ấn bản thứ 3). London: Routledge and Kegan Paul. ISBN 978-0-7126-5027-4.
- An Atlas of Roman Britain . Oxford: Oxbow. 2002 [first published in 1990]. ISBN 978-1-8421-7067-0. {{Chú thích sách}}: Đã bỏ qua tham số không rõ |authors= (trợ giúp)
- Stuart Laycock (2008). Britannia: the Failed State. The History Press. ISBN 978-0-7524-4614-1.
- David Mattingly (2006). An Imperial Possession: Britain in the Roman Empire. London: Penguin. ISBN 978-0-14-014822-0.
- Martin Millet (1992) [first published in 1990]. The Romanization of Britain: an essay in archaeological interpretation. Cambridge University Press. ISBN 978-0-5214-2864-4.
- Patricia Southern (2012). Roman Britain: A New History 55 BC – AD 450. Stroud: Amberley Publishing. ISBN 978-1-4456-0146-5.
- The Romans who Shaped Britain. London: Thames & Hudson. 2012. ISBN 978-0-500-25189-8. {{Chú thích sách}}: Đã bỏ qua tham số không rõ |authors= (trợ giúp)
- Peter Salway (1993). A History of Roman Britain. Oxford: Oxford University Press. ISBN 978-0-19-280138-8.
- Malcolm Todd, biên tập (2004). A Companion to Roman Britain. Oxford: Blackwell. ISBN 978-0-6312-1823-4.
- Charlotte Higgins (2014). Under Another Sky. London: Vintage. ISBN 978-0-099552-09-3.